# Deuce (album de Kurtis Blow)
Albums de Kurtis Blow
Kurtis Blow
(1980) Tough
(1981)
Deuce est le deuxième album studio de Kurtis Blow, sorti le 15 juin 1981.
L'album s'est classé 35e au Top R&B/Hip-Hop Albums et 137e au Billboard 200.

## Liste des titres
| 1. | Deuce            | Kurtis Blow                                    | 5:31 |
| 2. | It's Gettin' Hot | Robert Ford, Jr., J.B. Moore                   | 5:28 |
| 3. | Getaway          | Jimmy Bralower, Ford, Jr., Moore, Dean Swenson | 6:58 |

| 1. | Starlife              | Blow, Moore, Larry Smith, William Whiting             |                                     | 5:20 |
| 2. | Take It to the Bridge |                                                       |                                     | 4:11 |
| 3. | Do the Do             | Blow, Bralower, Seth Glassman, Russell Simmons, Moore | Make It Funky (Live) de James Brown | 3:03 |
| 4. | Rockin'               | Blow, David Reeves                                    |                                     | 4:09 |